# Желю Милушев
Желю Милушев Русев е български политик от БКП.

## Биография
Роден е на 15 май 1941 г. в добричкото село Гешаново. Завършва машиностроителен техникум и започва да работи като полевъд-механизатор в трудово-кооперативното земеделско стопанство в Тервел. Става член на БКП от 1964 г. В периода 1963 – 1982 г. работи последователно като докер, крановик и ръководител на комплексно-технологична бригада в Пристанищен комплекс. След това завършва АОНСУ със специалност „управление на стопанските дейности“. От 1982 г. е председател на Окръжния съвет на Българските професионални съюзи. От 1981 до 1986 г. е кандидат-член на ЦК на БКП. Членува в Бюрото на Окръжния комитет на БКП и е окръжен съветник..